# Cypermethrin
Cypermethrin là một pyrethroid tổng hợp được sử dụng làm thuốc trừ sâu trong các ứng dụng nông nghiệp thương mại quy mô lớn cũng như trong các sản phẩm tiêu dùng cho mục đích nội địa. Nó hoạt động như một chất độc thần kinh tác dụng nhanh ở côn trùng. Nó dễ dàng bị phân hủy trên đất và thực vật nhưng có thể có hiệu quả trong nhiều tuần khi áp dụng cho các bề mặt trơ trong nhà. Tiếp xúc với ánh sáng mặt trời, nước và oxy sẽ đẩy nhanh quá trình phân hủy của nó. Cypermethrin rất độc đối với cá, ong và côn trùng thủy sinh, theo Mạng viễn thông thuốc trừ sâu quốc gia (NPTN). Nó được tìm thấy trong nhiều loại thuốc diệt kiến và gián trong gia đình, bao gồm Raid, Ortho, Combat và phấn kiến.

## Công dụng
Cypermethrin được sử dụng trong nông nghiệp để kiểm soát ký sinh trùng gây bệnh cho gia súc, cừu và gia cầm. Trong thú y, thuốc có hiệu quả trong việc kiểm soát ve trên chó.

## Tiếp xúc với con người
Cypermethrin độc hại vừa phải thông qua tiếp xúc với da hoặc ăn vào. Nó có thể gây kích ứng cho da và mắt. Các triệu chứng của phơi nhiễm da bao gồm tê, ngứa ran, ngứa, cảm giác nóng rát, mất kiểm soát bàng quang, rối loạn, co giật và tử vong có thể. Pyrethroid có thể ảnh hưởng xấu đến hệ thống thần kinh trung ương. Tình nguyện viên của con người đã cho liều da là 130  μg/cm2 trên dái tai trải qua cảm giác ngứa ran và nóng rát cục bộ. Một người đàn ông đã chết sau khi ăn một bữa ăn được nấu với nồng độ 10% cypermethrin được sử dụng nhầm với dầu ăn. Ngay sau bữa ăn, nạn nhân bị buồn nôn, nôn kéo dài, đau dạ dày và tiêu chảy tiến triển đến co giật, bất tỉnh và hôn mê. Các thành viên khác trong gia đình biểu hiện các triệu chứng nhẹ hơn và sống sót sau khi điều trị tại bệnh viện. Nó có thể gây ra phản ứng dị ứng da ở người. Nếu tiếp xúc quá mức có thể gây buồn nôn, nhức đầu, yếu cơ, chảy nước miếng, khó thở và co giật. Ở người, cypermethrin bị vô hiệu hóa bằng cách thủy phân enzyme thành một số chất chuyển hóa axit carboxylic, được loại bỏ trong nước tiểu. Công nhân tiếp xúc với hóa chất có thể được theo dõi bằng cách đo các chất chuyển hóa nước tiểu, trong khi quá liều nghiêm trọng có thể được xác nhận bằng cách định lượng cypermethrin trong máu hoặc huyết tương.

## Tác động môi trường
Cypermethrin là một loại thuốc trừ sâu phổ rộng, có nghĩa là nó có thể giết chết các côn trùng có ích cũng như các côn trùng được nhắm đến. Cá đặc biệt nhạy cảm với cypermethrin, nhưng khi được sử dụng theo chỉ dẫn, đồ dùng xung quanh các khu dân cư có ít rủi ro đối với đời sống thủy sinh. Kháng với cypermethrin đã phát triển nhanh chóng ở côn trùng tiếp xúc thường xuyên và có thể khiến nó không hiệu quả.